# Павловка (Снигирёвский район)
Павловка (укр. Павлівка) — село в Снигирёвском районе Николаевской области Украины.
Основано в 1786 году. Население по переписи 2001 года составляло 1119 человек. Почтовый индекс — 57313. Телефонный код — 5162.

## Местный совет
57313, Николаевская обл., Снигирёвский р-н, с. Павловка, переул. Ветеранов, 1